# کلوئی اسپوسیتو
کلوئی اسپوسیتو (انگلیسی: Chloe Esposito؛ زادهٔ ۱۹ سپتامبر ۱۹۹۱) ورزشکار پنج‌گانه مدرن اهل استرالیا است.
وی در مسابقات کشوری و بین‌المللی در مجموع برندهٔ ۱ مدال طلا شده‌است.

## پنج گانه مدرن
اسپوزیتو یک رقابت‌کننده ورزش پنجگانه مدرن است. او سعی کرد با شرکت در مسابقات قهرمانی اقیانوسیه، تیم پنج‌گانه مدرن استرالیا را برای بازی‌های المپیک تابستانی 2008 ایجاد کند. او جوان‌ترین زن استرالیایی است که تا به حال در این رشته المپیک شرکت کرده است.  در مسابقات جام جهانی در اوایل 2012، او در مجموع سوم و پنجم شد. در ماه مه 2012، او در آخرین رویداد جام جهانی در چین هشتم شد.
اسپوزیتو به عنوان نماینده استرالیا در بازی‌های المپیک تابستانی ۲۰۱۲ در مسابقات پنج‌گانه مدرن انتخاب شد. او هدف خود را تلاش برای کسب مدال در این ورزش تعیین کرد زیرا استرالیا در بازی های 2012 در این ورزش مدال نگرفته بود.با رفتن به بازی های المپیک 2012، او در رتبه یازدهم جهان قرار گرفت، از رتبه سیزده یک ماه قبل بهبود یافت. او جایگاه المپیک خود را پس از کسب رتبه برتر از اقیانوسیه در مسابقات قهرمانی آسیا/اقیانوسیه 2012 به دست آورد. اسپوزیتو در بازی‌های المپیک تابستانی 2012 رتبه هفتم را به دست آورد، و او را تبدیل به اولین ورزشکار پنج‌گانه مدرن استرالیایی کرد که از سال 1964 در بین 10 تیم برتر المپیک قرار گرفت.

اسپوزیتو همچنین نماینده استرالیا در بازی های المپیک تابستانی 2016 بود. با ورود به مسابقه نهایی (دویدن و تیراندازی ترکیبی) او هفتم شد و با غلبه بر یک نقص 45 ثانیه‌ای مدال طلا را به دست آورد و رکورد المپیک جدید 1372 امتیازی را ثبت کرد.